# Chalinolobus picatus
Chalinolobus picatus é uma espécie de morcego da família Vespertilionidae. Endêmica da Austrália.